# Rochelle (Illinois)
Rochelle ist eine Stadt in Ogle und Lee County im Norden des US-amerikanischen Bundesstaates Illinois. Das U.S. Census Bureau hat bei der Volkszählung 2020 eine Einwohnerzahl von 9.446 ermittelt.
Rochelle ist der Geburtsort der dreimal für einen Oscar nominierten Schauspielerin Joan Allen.

## Geografie
Rochelle erstreckt sich über 19,4 km², die ausschließlich aus Landfläche bestehen. Durch die Stadt fließt der Kyte River, der rund 30 km nordwestlich in den Rock River mündet.
Die nächstgelegenen größeren Städte sind Rockford (40,6 km nördlich), Chicago (130 km östlich), Ottawa (Illinois) (91,5 km südlich), das am Mississippi gelegene Clinton im benachbarten Iowa (106 km westlich) und die Quad Cities (146 km südwestlich).

## Verkehr und Wirtschaft

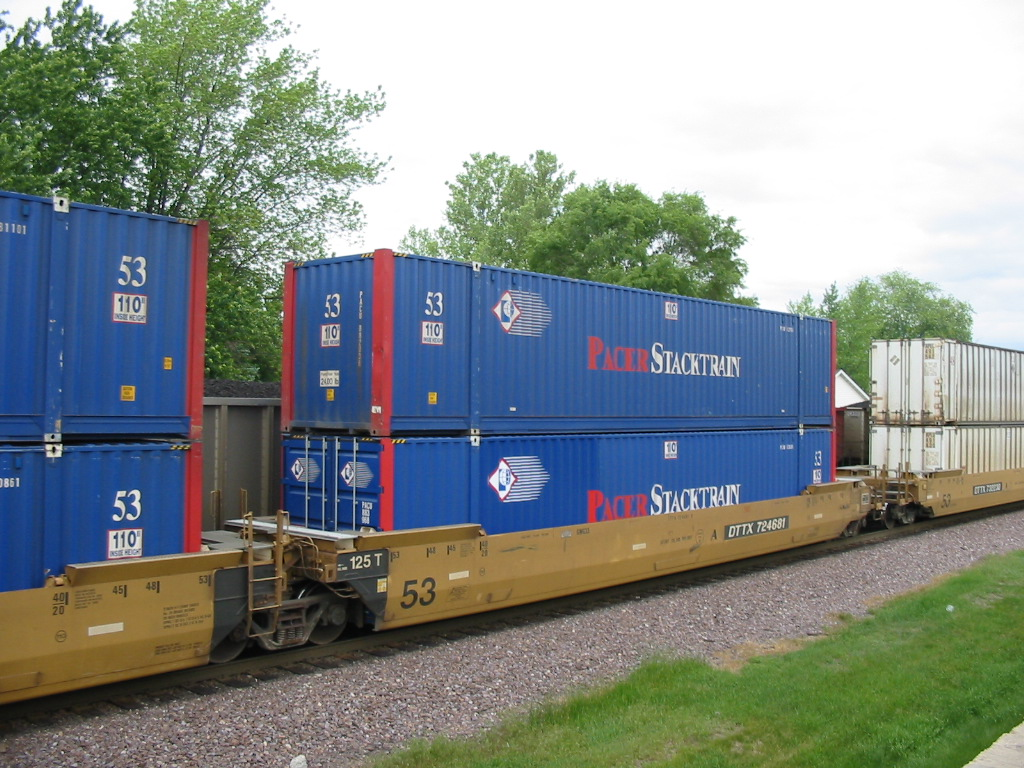
Zweistöckiger Containerzug in Rochelle

Am Südrand von Rochelle verläuft in West-Ost-Richtung die Interstate 88, die wenige Kilometer östlich der Stadt die in nord-südlicher Richtung verlaufende Interstate 39 (mit der der U.S. Highway 51 hier deckungsgleich verläuft) kreuzt. Im Zentrum von Rochelle treffen die Illinois State Routes 38 und 251 zusammen.
Rochelle ist Knotenpunkt mehrerer Eisenbahnlinien der Union Pacific Railroad und der BNSF Railway. An die Eisenbahngeschichte erinnert das Museum Rochelle Railroad Park. In Rochelle wurden von der Firma Whitcomb Locomotive Works bis 1952 Lokomotiven hergestellt.
In Rochelle befindet sich seit 2003 mit Global III Intermodal Facility ein moderner Containerbahnhof der Union Pacific Railroad.
Südlich der Stadt befindet sich der Rochelle Municipal Airport.

## Hub City

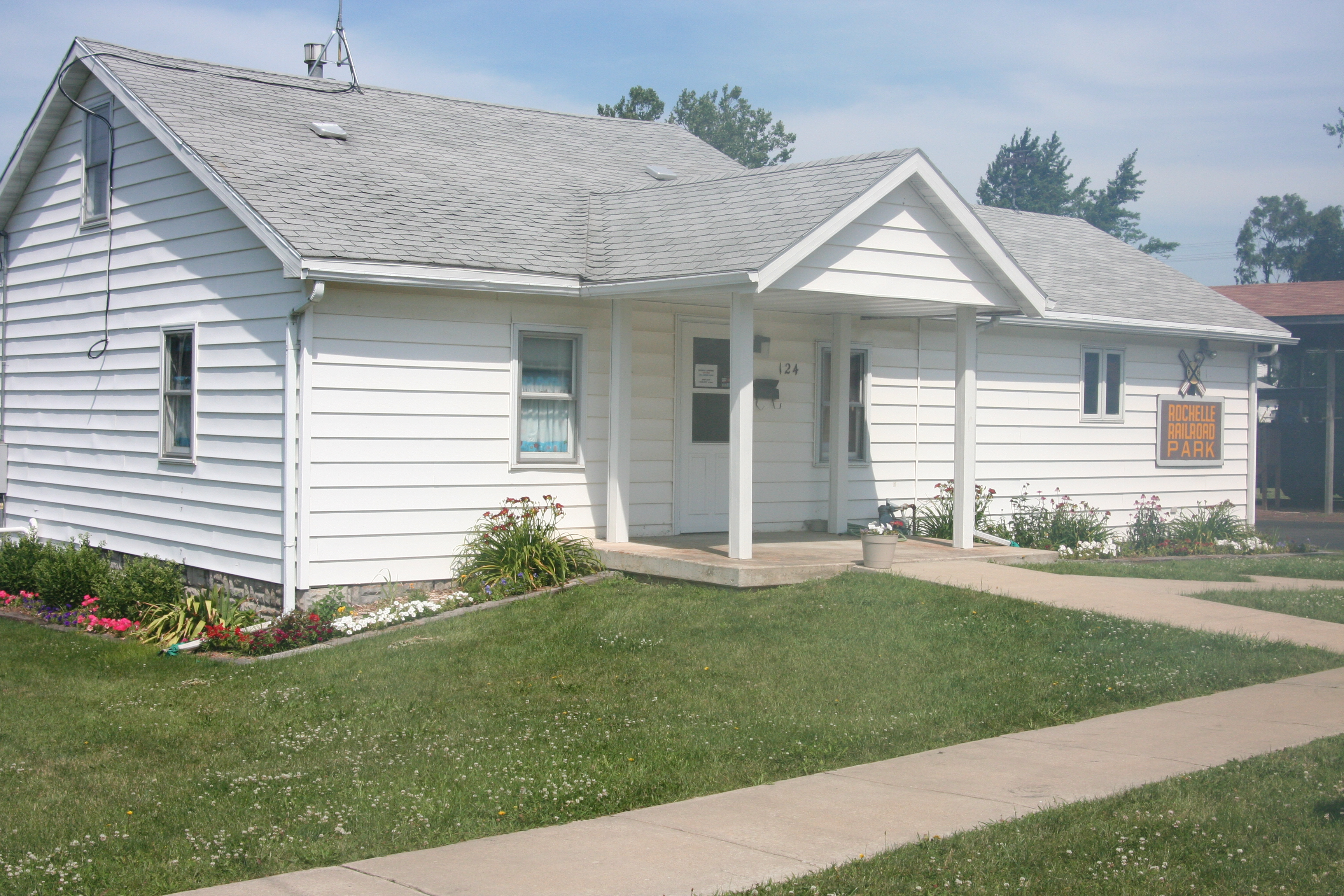
Eisenbahnmuseum

Bereits in der Vergangenheit wurde Rochelle Hub City genannt, da sich hier mehrere wichtige Verkehrswege kreuzten. Der Lincoln Highway, die erste transkontinentale Straßenverbindung von Küste zu Küste führte durch Rochelle, wo mit dem Highway 51 eine der längsten Nord-Süd-Verbindungen kreuzte. Innerhalb der Stadt kreuzen zwei wichtige Eisenbahnlinien der BNSF Railway und der Union Pacific Railroad.
Die örtlichen Sportvereine werden „Hubs“ genannt.

## Demografische Daten
Bei der offiziellen Volkszählung im Jahre 2000 wurde eine Einwohnerzahl von 9424 ermittelt. Diese verteilten sich auf 3688 Haushalte in 2415 Familien. Die Bevölkerungsdichte lag bei 485,2 Einwohnern pro Quadratkilometer. Es gab 3916 Wohngebäude, was einer Bebauungsdichte von 201,6 Gebäuden je Quadratkilometer entsprach.
Die Bevölkerung bestand im Jahre 2000 aus 86,8 Prozent Weißen, 1,1 Prozent Afroamerikanern, 0,5 Prozent Indianern, 0,9 Prozent Asiaten und 8,7 Prozent anderen. 1,9 Prozent gaben an, von mindestens zwei dieser Gruppen abzustammen. 19,2 Prozent der Bevölkerung bestand aus Hispanics, die verschiedenen der genannten Gruppen angehörten.
27,1 Prozent waren unter 18 Jahren, 10,1 Prozent zwischen 18 und 24, 28,7 Prozent von 25 bis 44, 19,6 Prozent von 45 bis 64 und 14,5 Prozent 65 und älter. Das mittlere Alter lag bei 34 Jahren. Auf 100 Frauen kamen statistisch 97,0 Männer, bei den über 18-Jährigen 93,1.
Das mittlere Einkommen pro Haushalt betrug 37.984 US-Dollar (USD), das mittlere Familieneinkommen 46.563 USD. Das mittlere Einkommen der Männer lag bei 35.890 USD, das der Frauen bei 25.058 USD. Das Pro-Kopf-Einkommen belief sich auf 18.139 USD. Rund 7,6 Prozent der Familien und 10,4 Prozent der Gesamtbevölkerung lagen mit ihrem Einkommen unter der Armutsgrenze.

## Persönlichkeiten
- Paul R. Lawrence (1922–2011), Soziologe
- Joan Allen (* 1956), Schauspielerin